# El cuadro
El cuadro (By the Pricking of My Thumbs en la versión original en inglés) es una novela de la escritora británica Agatha Christie publicada en 1968. En ella utiliza a sus detectives Tommy y Tuppence Beresford.

## Sinopsis
Tommy y Tuppence Beresford visitan a su anciana tía Ada en la residencia donde también habita la señora Lockett, quien menciona un estofado de setas venenosas mientras la señora Lancaster habla de "algo detrás de la chimenea". Tommy y Tuppence se ven repentinamente atrapados en una inesperada aventura en la que afloran una extraña herencia, una casa misteriosa, magia negra, una lápida desaparecida y en la que la vida de Tuppence correrá serio peligro.
- Datos: Q1789161